# Partulidae
Partulidae — семейство сухопутных лёгочных улиток из инфраотряда стебельчатоглазых (Stylommatophora). Небольшие разнообразно окрашенные улитки с коническими раковинами высотой 11—30 мм. Представители рода Partula, обитающие на острове Муреа (Французская Полинезия), интенсивно используются в качестве модельных объектов в популяционной генетике.

## Распространение и популяционная биология
Виды семейства населяют вулканические острова Океании от Палау и Марианских островов на северо-западе до островов Общества, Маркизских островов и Тубуаи на юго-востоке. Часто различные виды обитают в условиях симпатрии (на одной территории) или парапатрии (на прилегающих территориях), что вкупе с неполной репродуктивной изоляцией создаёт удобную базу для изучения видообразования.

## Размножение и жизненный цикл
Partulidae — синхронные гермафродиты. Для ряда представителей описано самооплодотворение, склонность к которому существенно различается у разных видов, а у некоторых изменяется (снижается) в течение жизни. Оплодотворённые яйца (от одного до десяти, как правило, два—три) развиваются в протоках женской половой системы до выхода молодых моллюсков из-под яйцевых оболочек (яйцеживорождение). Рост и развитие протекают сравнительно быстро: половой зрелости Partulidae достигают примерно через год после рождения.

## Образ жизни и питание
Моллюски из этого семейства живут на стволах и ветвях деревьев и кустарников. В качестве корма разные представители в разной пропорции используют живые зелёные части растений и листовой опад, за которым периодически спускаются на землю. Для Eua zebrina описано хищничество в отношении других улиток, при котором они поедают как мягкие ткани жертвы, так и её раковину, что объясняют дефицитом кальция в растительной пище.

## Воздействие хищников
Естественные враги Partulidae практически не известны. Существуют сведения о том, что серьёзный урон могут наносить завезённые человеком на острова крысы, банкивские куры, свиньи и сухопутные турбеллярии Platydemus manokwari. На нескольких островах популяции Partulidae подверглись полному уничтожению в результате интродукции хищных улиток Euglandina rosea и Gonaxis spp.

## Таксономия
По данным на 1992 год семейство насчитывает около 130 видов, объединяемых в три рода:
- Eua — 4 вида, Тонга и Самоа;
- Partula Ferussac, 1819typus — около 100 видов, от Палау до островов Общества;
- Samoana — 23 вида, Полинезия и Марианские острова.